# Psychophagoides
Psychophagoides is een geslacht van vliesvleugeligen uit de familie Pteromalidae. De wetenschappelijke naam van dit geslacht is voor het eerst geldig gepubliceerd in 1969 door Graham.

## Soorten
Het geslacht Psychophagoides is monotypisch en omvat slechts de volgende soort:
- Psychophagoides crassicornis Graham, 1969